# Teorema de Chasles (cinemàtica)

Un eix de cargol. El teorema de Mozzi-Chasles diu que tot moviment euclidià és un desplaçament del cargol al llarg d'un eix del cargol.

En cinemàtica, el teorema de Chasles, o teorema de Mozzi-Chasles, diu que el desplaçament més general d'un cos rígid es pot produir mitjançant un desplaçament de cargol. Una isometria euclidiana directa en tres dimensions implica una translació i una rotació. La representació del desplaçament del cargol de la isometria descompon la translació en dues components, una paral·lela a l'eix de rotació associat a la isometria i l'altra component perpendicular a aquest eix. El teorema de Chasles estableix que l'eix de rotació es pot seleccionar per proporcionar la segona component de la translació original com a resultat de la rotació. Aquest teorema en tres dimensions estén una representació similar d'isometries planes com a rotació. Un cop seleccionat l'eix del cargol, el desplaçament del cargol gira al seu voltant i s'inclou una translació paral·lela a l'eix en el desplaçament del cargol.

## Isometries planes amb nombres complexos
La geometria euclidiana s'expressa en el pla complex mitjançant punts {\displaystyle p=x+yi} on i al quadrat és −. Les rotacions resulten de multiplicacions per {\displaystyle \omega =\cos t+i\sin t}. Tingueu en compte que una rotació al voltant del punt complex p s'obté mitjançant aritmètica complexa amb
{\displaystyle z\mapsto \omega (z-p)+p=\omega z+p(1-\omega )}on l'última expressió mostra la funció equivalent a la rotació a 0 i una translació. Per tant, donada la isometria directa
{\displaystyle z\mapsto \omega z+a,} un pot resoldre {\displaystyle p(1-\omega )=a} obtenir {\displaystyle p=a/(1-\omega )} com a centre per a una rotació equivalent, sempre que {\displaystyle \omega \neq 1}, és a dir, sempre que la isometria directa no sigui una translació pura. Com va afirmar Cederberg, "Una isometria directa és o bé una rotació o bé una translació".

## Història
La prova que un desplaçament espacial es pot descompondre en una rotació i lliscament al voltant i al llarg d'una línia s'atribueix a l'astrònom i matemàtic Giulio Mozzi (1763); de fet, l'eix del cargol s'anomena tradicionalment asse di Mozzi a Itàlia. Tanmateix, la majoria de llibres de text fan referència a una obra similar posterior de Michel Chasles que data de 1830. Diversos altres contemporanis de M. Chasles van obtenir els mateixos resultats o similars al voltant d'aquella època, incloent-hi G. Giorgini, Cauchy, Poinsot, Poisson i Rodrigues. Un relat de la demostració de 1763 de Giulio Mozzi i part de la seva història es pot trobar aquí.

## Prova
Mozzi considera un cos rígid que experimenta primer una rotació al voltant d'un eix que passa pel centre de massa i després una translació de desplaçament D en una direcció arbitrària. Qualsevol moviment rígid es pot aconseguir d'aquesta manera gràcies a un teorema d'Euler sobre l'existència d'un eix de rotació. El desplaçament D del centre de massa es pot descompondre en components paral·lels i perpendiculars a l'eix. El component perpendicular (i paral·lel) actua sobre tots els punts del cos rígid, però Mozzi demostra que per a alguns punts la rotació anterior va actuar exactament amb un desplaçament oposat, de manera que aquests punts es traslladen paral·lelament a l'eix de rotació. Aquests punts es troben a l'eix de Mozzi a través del qual es pot aconseguir el moviment rígid mitjançant un moviment de cargol.
Una altra demostració elemental del teorema de Mozzi-Chasles va ser donada per ET Whittaker el 1904. Suposem que A s'ha de transformar en B. Whittaker suggereix que la línia AK es seleccioni paral·lela a l'eix de la rotació donada, amb K com a peu d'una perpendicular des de B. El desplaçament del cargol apropiat és al voltant d'un eix paral·lel a AK de manera que K es mogui a B. En termes de Whittaker, "Una rotació al voltant de qualsevol eix és equivalent a una rotació del mateix angle al voltant de qualsevol eix paral·lel a aquest, juntament amb una translació simple en una direcció perpendicular a l'eix".

## Càlcul
El càlcul de la translació i rotació de commutació a partir d'un moviment de cargol es pot realitzar mitjançant 3DPGA ({\displaystyle \mathbb {R} _{3,0,1}}), l'àlgebra geomètrica de l'espai euclidià 3D. Té tres vectors de base euclidiana {\displaystyle \mathbf {e} _{i}} satisfactori {\displaystyle \mathbf {e} _{i}^{2}=1} representant plans ortogonals a través de l'origen, i un vector de base de Grassman {\displaystyle \mathbf {e} _{0}} satisfactori {\displaystyle \mathbf {e} _{0}^{2}=0} per representar el pla a l'infinit. Qualsevol avió a distància {\displaystyle \delta } des de l'origen es pot formar com una combinació lineal {\displaystyle a=\sum _{i=1}^{3}a^{i}\mathbf {e} _{i}-\delta \mathbf {e} _{0}} que està normalitzat de manera que {\displaystyle a^{2}=1}. Com que les reflexions es poden representar pel pla en què es produeix la reflexió, el producte de dos plans {\displaystyle a} i {\displaystyle b} és la birreflexió {\displaystyle ab}. El resultat és una rotació al voltant de la seva línia d'intersecció {\displaystyle a\wedge b}, que també podria estar sobre el pla a l'infinit quan les dues reflexions són paral·leles, en aquest cas la birreflexió {\displaystyle ab} és una traducció.
Un moviment de cargol {\displaystyle S}  és el producte de quatre reflexions no colineals, i per tant {\displaystyle S=abcd}. Però segons el teorema de Mozzi-Chasles, un moviment de cargol es pot descompondre en una translació commutadora.{\displaystyle T=e^{\alpha B_{1}}=1+\alpha B_{1}}on {\displaystyle B_{1}}és l'eix de translació que satisfà {\displaystyle B_{1}^{2}=0},  i la rotació{\displaystyle R=e^{\beta B_{2}}=\cos(\beta )+B_{2}\sin(\beta )}on {\displaystyle B_{2}} és l'eix de rotació que satisfà {\displaystyle B_{2}^{2}=-1}. Les dues rectes bivector {\displaystyle B_{1}} and {\displaystyle B_{2}} són ortogonals i commuten. Per trobar {\displaystyle T} i {\displaystyle R} de {\displaystyle S}, simplement escrivim {\displaystyle S} i considerem el resultat grau per grau:{\displaystyle {\begin{aligned}S&=TR\\&=e^{\alpha B_{1}}e^{\beta B_{2}}\\&=\underbrace {\cos \beta } _{\text{scalar}}+\underbrace {\sin \beta B_{2}+\alpha \cos \beta B_{1}} _{\text{bivector}}+\underbrace {\alpha \sin \beta B_{1}B_{2}} _{\text{quadrivector}}\end{aligned}}}Perque el quadrivector {\displaystyle \langle S\rangle _{4}=\langle T\rangle _{2}\langle R\rangle _{2}} i {\displaystyle B_{1}^{2}=0}, {\displaystyle T} és directament{\displaystyle T=1+{\frac {\langle S\rangle _{4}}{\langle S\rangle _{2}}}} per tant{\displaystyle R=ST^{-1}=T^{-1}S={\frac {S}{T}}}Així, per un moviment de cargol {\displaystyle S} la trasllació i rotació pot se trobada usant les 2 fórmules anteriors, i llavors {\displaystyle B_{1}} i {\displaystyle B_{2}} trobades proporcionals a  {\displaystyle \langle T\rangle _{2}} i {\displaystyle \langle R\rangle _{2}} respectivament.

## Altres dimensions i camps
El teorema de Chasles és un cas especial de la descomposició invariant.